# Сатай (Алматинская область)
Сатай (каз. Сатай, до 199? г. — имени Калинина) — село в Енбекшиказахском районе Алматинской области Казахстана. Входит в состав Каракемерского сельского округа. Код КАТО — 194055200.

## Население
В 1999 году население села составляло 134 человека (70 мужчин и 64 женщины). По данным переписи 2009 года, в селе проживало 288 человек (149 мужчин и 139 женщин).